# 皮德利斯齊 (赫梅利尼茨基州)
49°59′44″N 26°48′44″E / 49.99556°N 26.81222°E
皮德利斯齊（烏克蘭語：Підлісці），是烏克蘭西部的村莊，隸屬赫梅利尼茨基州的舍佩蒂夫卡區。該村面積1.71平方公里，海拔高度277米，2001年人口283，人口密度每平方公里165.2人。